# El Arenal (Hidalgo)
El Arenal è un comune del Messico, situato nello stato di Hidalgo, il cui capoluogo è la località omonima.